# Usjatja
Usjatja (vitryska: Ушача) är ett vattendrag i Belarus.   Det ligger i voblasten Vitsebsks voblast, i den norra delen av landet, 190 km norr om huvudstaden Minsk.
I omgivningarna runt Usjatja växer i huvudsak blandskog. Runt Usjatja är det ganska tätbefolkat, med 72 invånare per kvadratkilometer.